# Tareck El Aissami
Ne doit pas être confondu avec Tareq al-Hachemi.
Tareck El Aissami, né le 12 novembre 1974 à El Vigía, est un juriste, criminologue et homme d'État vénézuélien. Il est vice-président de la République du 4 janvier 2017 au 14 juin 2018. Député et plusieurs fois vice-ministre ou ministre, et dernièrement ministre du Pétrole entre 2020 et 2023.

## Biographie

### Jeunesse et formation
Tareck El Aissami est le deuxième des cinq enfants d'une famille d'origine syro-libanaise. Son père, Zaidan El Amin El Aissami, également connu sous le nom de Carlos Zaidan, est un immigrant druze venu du djebel Druze en Syrie. Il est diplômé magna cum laude de l'université des Andes.

### Carrière politique
Il est élu député de l'Assemblée nationale du Venezuela en 2006, avant d'être sous-ministre de la Sécurité publique et de la prévention, de 2007 à 2008, et ministre de l'Intérieur et de la Justice jusqu'en 2012. Le 16 décembre 2012, Tareck El Aissami est élu avec 55,56 % des voix au poste de gouverneur de l'État d'Aragua et investi le 22.
Le 4 janvier 2017, il est nommé vice-président de la République par Nicolás Maduro.
Le 27 avril 2020, il est nommé ministère du Pétrole en remplacement de général Manuel Quevedo, ce dernier étant accusé par des organes de presse du Venezuela, dont Al Navío d'avoir provoqué la mort de la compagnie nationale de pétrole, la PDVSA. Pour autant, Courrier International fait remarquer que El Aissimi n'est pas plus un spécialiste des hydrocarbures que d'autres membres de la compagnie nationale, mais est un fidèle du régime qui aura la lourde tâche de redresser l'industrie pétrolière du pays, le cours du pétrole s'étant effondrés en raison de la pandémie de Covid-19 des années 2019 et 2020.

## Controverses
El Aissami a fait l'objet de sanctions économiques de la part du gouvernement des États-Unis, à la suite d'accusations du Bureau de contrôle des actifs étrangers sur sa complaisance présumée dans le transport de cocaïne, et ce depuis 2008,. El Assaimi aurait usé de son pouvoir politique pour permettre le trafic de cocaïne entre la Colombie, le Venezuela, le Mexique et les États-Unis, en relation avec des cartels mexicains et des trafiquants colombiens. Des rumeurs de son implication dans le narcotrafic existaient depuis 2015, quand le département de la Justice américain avait ouvert une enquête. 
Les accusations ont provoqué de vives protestations du gouvernement du Venezuela qui dénonce une « tromperie » de secteurs politiques et de groupes d’intérêts aux États-Unis. Tareck El Aissami a répondu aux accusations en rappelant que la culture de la coca, à la différence d'autres pays d’Amérique latine, est illégale au Venezuela et que l'ONU cite le pays comme étant « libre de cultures de drogues ». Ministre de l'Intérieur et de la Justice, 102 chefs d'organisations dédiées au narcotrafic ont été arrêtés sous sa direction, dont 21 ont été extradés vers les États-Unis et 36 vers la Colombie,. 
Le nom d'El Aissami apparaît dans l'affaire des faux passeports vénézuéliens révélée en février 2017 par CNN en español. Un employé de l'ambassade vénézuélienne en Irak a révélé que l'ambassade aurait distribué de faux passeports vénézuéliens à des citoyens syriens, dont une partie seraient des combattants du Hezbollah irakien. D'après le lanceur d'alerte, des passeports et visas étaient distribués par des employés de l'ambassade, en l'échange de fortes sommes d'argent. Les passeports octroyés permettent d'entrer sans visa dans un grand nombre de pays occidentaux, incluant l'Espace Schengen. Après avoir tenté d'alerter la Chancellerie sans succès, le lanceur d'alerte s'est tourné vers le FBI et la chaîne de télévision CNN. Les journalistes de CNN ont obtenu un rapport émis par les services secrets américains qui estime à 173 le nombre de passeports émis de façon frauduleuse dans cette affaire. Le rapport désigne Tareck El Aissami, alors ministre de l'Intérieur et responsable des services d'immigration, comme le donneur d'ordre. À la suite de ces révélations, le gouvernement vénézuélien accuse CNN de « propagande de guerre » et suspend l'autorisation de diffusion de la chaine pour une durée indéterminée. La chaine continentale TeleSur met en doute la crédibilité du témoin, pointant ses relations avec des personnalités de partis politiques antichavistes vénézuéliens, une accusation d'agression sexuelle sur une interprète et des soupçons de corruption le concernant.
En 2019, la police de l'immigration des États-Unis ICE, rajoute à El Aissami sur la liste de personnes les plus recherchés.
Le 26 mars 2020, il est inculpé aux États-Unis (avec le Président de la République Nicolás Maduro) pour « narco-terrorisme ».
Il démissionne en mars 2023, à la suite d'un scandale de corruption. Il disparaît de la vie publique pendant un an, avant d'être arrêté le 9 avril 2024 par le parquet vénézuélien pour corruption.